# قشلاق فرج محرم (مقاطعة بيله سوار)
قشلاق فرج محرم (بالفارسية: قشلاق فرج محرم) هي منطقة سكنية تقع في إيران في قسم قشلاق الجنوبي الريفي. يقدر عدد سكانها بـ 29 نسمة .